# MTV Video Music Awards 2009
Gala MTV Video Music Awards 2009 odbyła się 13 września 2009 roku w Radio City Music Hall w Nowym Jorku. Prowadzącym, drugi rok z rzędu, był komik Russell Brand. Otwarcie ceremonii stanowiło przemówienie Madonny na temat Michaela Jacksona. Po jej wystąpieniu oddano hołd Jacksonowi – grupa tancerzy zatańczyła do kilku jego przebojów. Gościnnie pojawiła się również Janet Jackson, która dołączyła do nich na scenie w trakcie utworu "Scream".
4 sierpnia 2009 roku ogłoszone zostały nominacje. Najwięcej, dziewięć, zdobyły Beyoncé i Lady GaGa. Siedem zyskała Britney Spears. Beyoncé, Green Day i Lady GaGa wygrali najwięcej statuetek, trzy. Najważniejszą, w kategorii teledysk roku, otrzymała Beyoncé za "Single Ladies (Put a Ring on It)".
Galę oglądało 9 milionów Amerykanów, co stanowiło wzrost o 17% w porównaniu z 2008 rokiem, a także największą widownię od 2004 roku.

## Kategorie

### Teledysk roku
- Beyoncé – "Single Ladies (Put a Ring on It)"
- Britney Spears – "Womanizer"
- Eminem – "We Made You"
- Kanye West – "Love Lockdown"
- Lady GaGa – "Poker Face"

### Najlepszy żeński teledysk
- Taylor Swift – "You Belong With Me"
- Beyoncé – "Single Ladies (Put a Ring on It)"
- Katy Perry – "Hot N Cold"
- Kelly Clarkson – "My Life Would Suck Without You"
- Lady GaGa – "Poker Face"
- Pink – "So What"

### Najlepszy męski teledysk
- Eminem – "We Made You"
- Jay-Z – "D.O.A. (Death of Auto-Tune)"
- Kanye West – "Love Lockdown"
- Ne-Yo – "Miss Independent"
- T.I. feat. Rihanna – "Live Your Life"

### Najlepszy teledysk hip hopowy
- Asher Roth – "I Love College"
- Eminem – "We Made You"
- Flo Rida – "Right Round"
- Jay-Z – "D.O.A. (Death of Auto-Tune)"
- Kanye West – "Love Lockdown"

### Najlepszy teledysk popowy
- Beyoncé – "Single Ladies (Put a Ring on It)"
- Britney Spears – "Womanizer"
- Cobra Starship feat. Leighton Meester – "Good Girls Go Bad"
- Lady GaGa – "Poker Face"
- Wisin y Yandel – "Abusadora"

### Najlepszy teledysk rockowy
- Coldplay – "Viva la Vida"
- Fall Out Boy – "I Don’t Care"
- Green Day – "21 Guns"
- Kings of Leon – "Use Somebody"
- Paramore – "Decode"

### Najlepszy nowy artysta
- 3OH!3 – "Don't Trust Me"
- Asher Roth – "I Love College"
- Drake – "Best I Ever Had"
- Kid Cudi – "Day N' Nite"
- Lady GaGa – "Poker Face"

### Przełomowy teledysk
- Anjulie – "Boom"
- Bat For Lashes – "Daniel"
- Chairlift – "Evident Utensil"
- Cold War Kids – "I've Seen Enough"
- Death Cab for Cutie – "Grapevine Fires"
- Gnarls Barkley – "Who's Gonna Save My Soul"
- Major Lazer – "Hold The Line"
- Matt And Kim – "Lessons Learned"
- Passion Pit – "The Reeling"
- Yeah Yeah Yeahs – "Heads Will Roll"

### Najlepsza dyrekcja artystyczna
- Beyoncé – "Single Ladies (Put a Ring on It)" (dyrektor artystyczny: Niamh Byrne)
- Britney Spears – "Circus" (dyrektor artystyczny: Laura Fox i Charles Varga)
- Coldplay – "Viva la Vida" (dyrektor artystyczny: Gregory De Maria)
- Gnarls Barkley – "Who's Gonna Save My Soul" (dyrektor artystyczny: Zach Matthews)
- Lady GaGa – "Paparazzi" (dyrektor artystyczny: Jason Hamilton)

### Najlepsza choreografia
- A.R. Rahman & Pussycat Dolls feat. Nicole Scherzinger – "Jai Ho (You Are My Destiny)" (choreografia: Robin Antin i Mikey Minden)
- Beyoncé – "Single Ladies (Put a Ring on It)" (choreografia: Frank Gatson i JaQuel Knight)
- Britney Spears – "Circus" (choreografia: Andre Fuentes)
- Ciara feat. Justin Timberlake – "Love Sex Magic" (choreografia: Jamaica Craft i "Marty")
- Kristinia DeBarge – "Goodbye" (choreografia: Jamaica Craft)

### Najlepsza kinematografia
- Beyoncé – "Single Ladies (Put a Ring on It)" (dyrektor fotografii: Jim Fealy)
- Britney Spears – "Circus" (dyrektor fotografii: Thomas Kloss)
- Coldplay – "Viva la Vida" (dyrektor fotografii: John Perez)
- Green Day – "21 Guns" (dyrektor fotografii: Jonathan Sela)
- Lady GaGa – "Paparazzi" (dyrektor fotografii: Eric Broms)

### Najlepsza reżyseria
- Beyoncé – "Single Ladies (Put a Ring on It)" (reżyser: Jake Nava)
- Britney Spears – "Circus" (reżyser: Francis Lawrence)
- Cobra Starship feat. Leighton Meester – "Good Girls Go Bad" (reżyser: Kai Regan)
- Green Day – "21 Guns" (reżyser: Marc Webb)
- Lady GaGa – "Paparazzi" (reżyser: Jonas Akerlund)

### Najlepszy montaż
- Beyoncé – "Single Ladies (Put a Ring on It)" (montaż: Jarrett Fijal)
- Britney Spears – "Circus" (montaż: Jarrett Fijal)
- Coldplay – "Viva la Vida" (montaż: Hype Williams)
- Lady GaGa – "Paparazzi" (montaż: Danny Tull i Jonas Akerlund)
- Miley Cyrus – "7 Things" (montaż: Jarrett Fijal)

### Najlepsze efekty specjalne
- Beyoncé – "Single Ladies (Put a Ring on It)" (efekty specjalne: VFX Effects/Louis Mackall V)
- Eminem – "We Made You" (efekty specjalne: Ingenuity Engine)
- Gnarls Barkley – "Who's Gonna Save My Soul" (efekty specjalne: Gradient Effects/Image-Metrics)
- Kanye West feat. Mr. Hudson – "Paranoid" (efekty specjalne: Wizardflex)
- Lady GaGa – "Paparazzi" (efekty specjalne: Chimney Pot)

### Najlepszy teledysk
- Beastie Boys – "Sabotage"
- Björk – "Human Behaviour"
- David Lee Roth – "California Girls"
- Dr. Dre – "Nuthin' But A 'G' Thang"
- Foo Fighters – "Everlong"
- George Michael – "Freedom! ’90"
- OK Go – "Here It Goes Again"
- Radiohead – "Karma Police"
- Tom Petty and the Heartbreakers – "Into the Great Wide Open"
- U2 – "Where the Streets Have No Name"

### Najlepszy występ w akcji Pepsi – Rock Band
- Blaq Star — "Shining Star"
- Nerds in Disguise — "My Own Worst Enemy"
- One (Wo)Man Band — "Bad Reputation"
- The Sleezy Treezy — "Here It Goes Again"
- Synopsis — "The Kill"

### Najlepszy nowy artysta (kategoria lokalna)
Osiem miast wręczyło nagrody w kategorii najlepszego nowego artysty. Tabela przedstawia liczbę artystów branych pod uwagę w każdym mieście, trójkę finalistów, a także zwycięzcę. Zostali oni przedstawieni przez lokalne oddziały MTV na antenach telewizji kablowych podczas przerw w transmisji na żywo VMA 2009. Zwycięzcy nie otrzymali jednak Moonmanów ani nie zostali uwzględnieni na oficjalnej stronie MTV.
| Nowy Jork                                                          | San Francisco                                                      | Atlanta                                                         | Chicago                                                               | Boston                                                                         | Filadelfia                                                   | Waszyngton                                                    | Los Angeles                                                                        |
| ------------------------------------------------------------------ | ------------------------------------------------------------------ | --------------------------------------------------------------- | --------------------------------------------------------------------- | ------------------------------------------------------------------------------ | ------------------------------------------------------------ | ------------------------------------------------------------- | ---------------------------------------------------------------------------------- |
| - MeTalkPretty - Red Directors - The Shells z ponad 190 kandydatów | - The New Broken - Oona - Picture Me Broken z ponad 129 kandydatów | - Holla Front - Rantings of Eva - Tone G z ponad 150 kandydatów | - Andrew Belle - The Lifeline - Stop Goodnoise z ponad 150 kandydatów | - Air Traffic Controller - Gentlemen Hall - Twin Berlin z ponad 150 kandydatów | - Atlantic Avenue - DaCav5 - Rushmore z ponad 150 kandydatów | - 23RAINYDAYS - RAtheMC - Frank Sirius z ponad 170 kandydatów | - La Banda Skalavera - No Way Jose - South Central Skankers z ponad 116 kandydatów |

## Na MTV Video Music Awards 2009 wystąpili
W kolejności:
- Janet Jackson – hołd wobec Michaela Jacksona złożony z utworów: "Thriller", "Bad", "Smooth Criminal" i "Scream" (występ rozpoczynający galę)
- Katy Perry i Joe Perry – "We Will Rock You"
- Taylor Swift – "You Belong with Me"
- Lady GaGa – intro "Poker Face"/"Paparazzi"
- Green Day – "East Jesus Nowhere"
- Beyoncé – intro "Sweet Dreams"/"Single Ladies (Put a Ring on It)"
- Muse – "Uprising"
- Pink – "Sober"
- Jay-Z i Alicia Keys – "Empire State of Mind" (występ kończący galę)

Raper Wale i zespół UCB stanowili muzyczne tło przez cały wieczór, a razem z nimi wystąpili:
- 3OH!3
- The All-American Rejects
- Daniel Merriweather
- Pitbull
- Kid Cudi
- Solange Knowles

## Prezenterzy
- Justin Bieber
- Jack Black
- Adam Brody
- Gerard Butler
- Kristin Cavallari
- Alexa Chung
- Chace Crawford
- Miranda Cosgrove
- Eminem
- Jimmy Fallon
- Megan Fox
- Nelly Furtado
- Taylor Lautner
- Jennifer Lopez
- Madonna
- Leighton Meester
- Tracy Morgan
- Ne-Yo
- Robert Pattinson
- Katy Perry
- Andy Samberg
- Gabe Saporta
- Shakira
- Jamie-Lynn Sigler
- Kristen Stewart
- Pete Wentz
- Serena Williams